# Renaixement flamenc
|  | Per la "Pintura flamenca del segle XV", vegeu Primitius flamencs |

La Pintura del Renaixement flamenca i dels Països Baixos representa la resposta al segle xvi dels artístes del nord al Renaixement italià. Aquests artistes, que van des dels manieristes d'Anvers i Hieronymus Bosch de començament del segle, fins als manieristes del nord de final del XVI com Hendrick Goltzius i Joachim Wtewael, bevien tant de les innovacions recents de la pintura italiana com de les tradicions locals dels primitius flamencs. Anvers era el centre artístic més important de la regió. Molts artistes treballaven per les corts europees, com el Bosch, les imatges fantàstiques del qual varen deixar un ampli llegat. Jan Mabuse, Maarten van Heemskerck i Frans Floris varen adoptar els models italians per a incorporar-los al seu propi llenguatge artístic. Els pintors holandesos i flamencs també varen incorporar temes nous com el paisatge i la pintura de gènere. Joachim Patinir, per exemple, va jugar un rol important desenvolupant els paisatges, mentre que Pieter Brueghel el Vell i Pieter Aertsen varen contribuir a popularitzar la pintura de gènere.

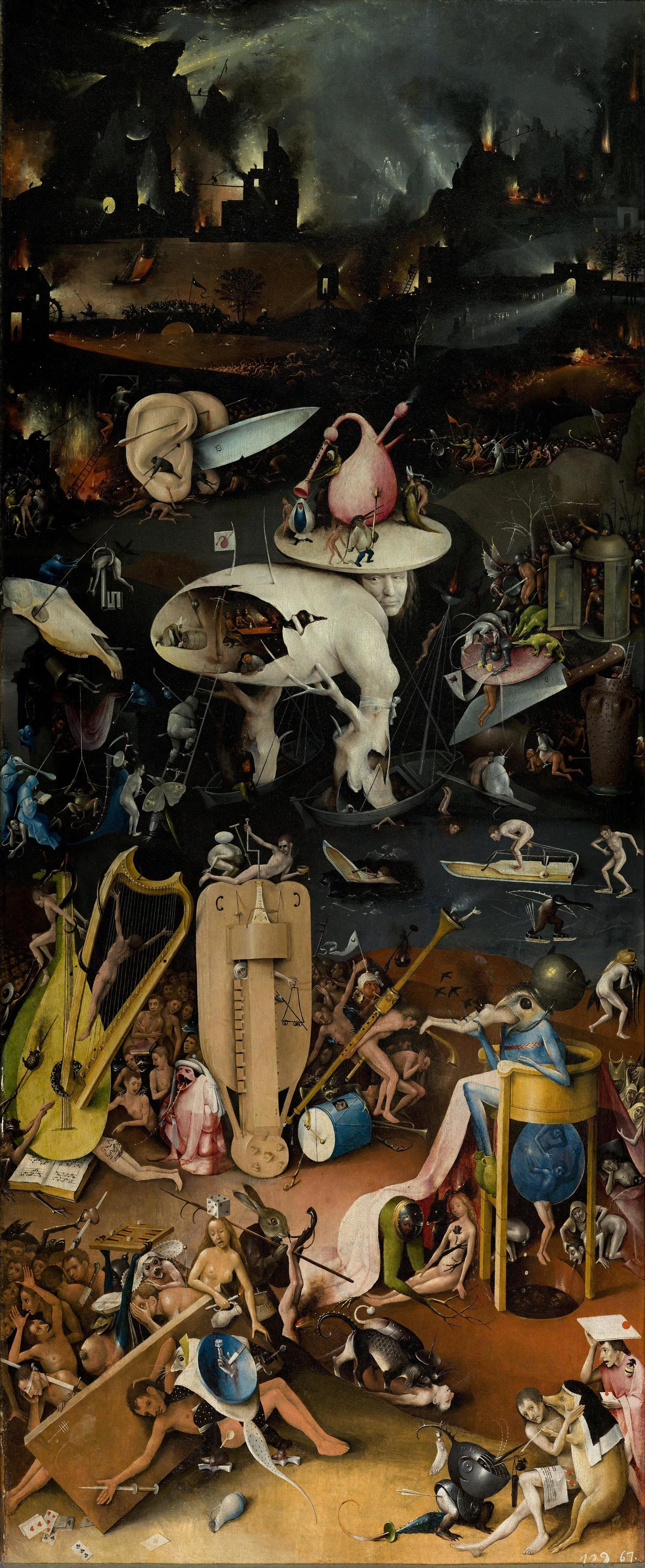
Infern, el plafó dret del tríptic El jardí de les delícies de Hieronymus Bosch

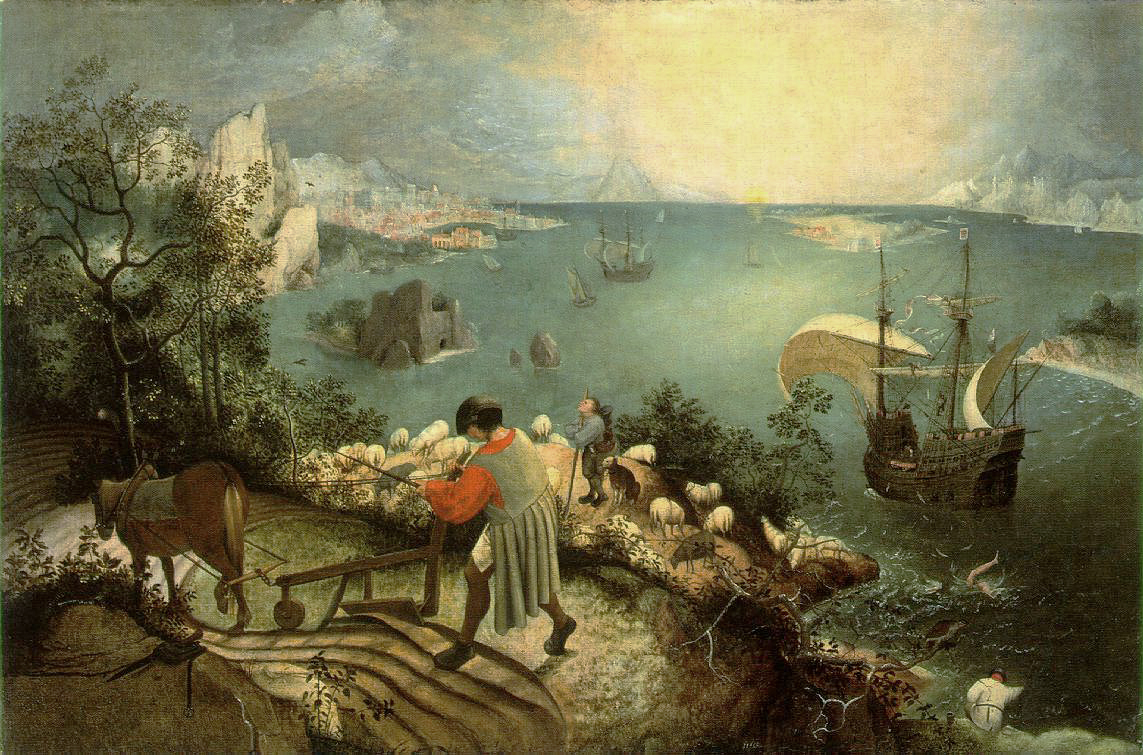
La Caiguda d'Ícar, actualment considerada una còpia de Pieter Brueghel el Vell

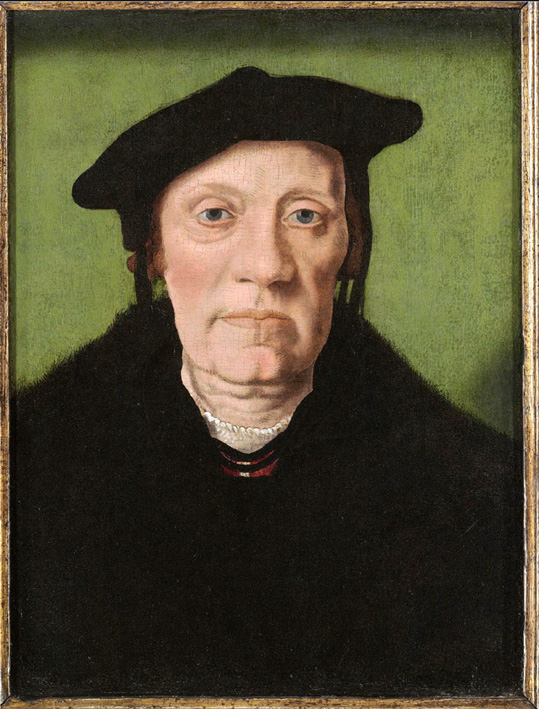
Cornelis Aerentsz van der Dussen de Jan van Scorel (c.1535) Plafó, Weiss Gallery, Londres

## Evolució estilística
Les influències del Renaixement italià varen començar a notar-se a la pintura flamenca al voltant de 1500, però en molts aspectes l'estil anterior es mantenia. Els manieristes d'Anvers és un terme per a pintors que mostren una certa influència italiana, però que principalment continuen l'estil i temes dels antics mestres. Hieronymus Bosch fou un artista altament individual, amb un treball estrany i ple d'imatges aparentment irracionals, fent difícil la seva interpretació. Molts d'ells semblen sorprenentment moderns, introduint un món de somnis que semblen més relacionats amb l'Art gòtic que amb el Renaixement italià, encara que algunes imatges venecianes del mateix període mostren un grau comparable de fantasia. Els Romanistes va ser la propera fase d'influència, adoptant estils italians d'una manera molt més minuciosa.
Després de 1550 els pintors flamencs i holandesos comencen a mostrar més interès per la natura i la bellesa "en si mateixa", conduint a un estil que incorpora elements del Renaixement, però roman lluny l'elegant lluminositat de l'art renaixentista italià, i condueix directament als temes dels grans pintors flamencs i holandesos del Barroc: paisatges, natures mortes i pintura de gènere - escenes de la quotidianitat.
Aquesta evolució es veu en els treballs de Joachim Patinir i Pieter Aertsen, però el geni veritable entre els pintors d'aquest moviment era Pieter Brueghel el Vell, ben conegut per a les seves descripcions de natura i d'escenes populars, mostrant una preferència per la condició natural de l'home, optant per descriure el camperol en comptes del príncep.
La Caiguda d'Ícar (ara de fet considerada una còpia d'un treball de Bruegel), encara que altament atípic de moltes sentits, combina uns quants elements de la pintura de Renaixement del Nord. Insinua l'interès renovat per l'antiguitat (la llegenda d'Ícar), si bé l'heroi s'amaga al fons. Els actors principals en la pintura són la natura i, més prominentment, els camperols, que ni tan sols aixequen la mirada de la seva arada quan Ícar cau. Brueghel el mostra com un antiheroi, còmic i a vegades grotesc.

## Pintors del període
- Pieter Aertsen
- Simon Bening
- Hieronymus Bosch
- Pieter Brueghel el Vell
- Pieter Brueghel el Jove
- Joos van Cleve
- Pieter van Aelst
- Hieronymus Cockx
- Corneille de Lyon
- Hans Eworth
- Frans Floris
- Maarten van Heemskerck
- Caterina van Hemessen
- Jan Sanders van Hemessen
- Adriaen Isenbrant
- Jan Mabuse
- Anthonis Mor
- Lucas van Leyden
- Lambert Lombard
- Quentin Matsys
- Jan Mostaert
- Bernard van Orley
- Joachim Patinir
- Frans Pourbus the Elder
- Frans Pourbus el Vell
- Pieter Pourbus
- Jan Provoost
- Marinus van Reymerswaele
- Jan van Scorel
- Levina Teerlinc
- Jacob van Utrecht